# Irina Ščerbakova
Irina Lazarevna Ščerbakova (rusky Ирина Лазаревна Щербакова; narozena 1949) je ruská historička a germanistka, zakládající členka organizace Memorial. V roce 2014 získala Cenu Carla von Ossietského za soudobé dějiny a politiku a v roce 2017 Goethovu medaili. Od 70. let se věnuje studiu moderních dějin Ruska. Memorial byl Ruskem v roce 2016 označen za „zahraničního agenta“. V roce 2022 byl Memorial spoluvyznamenán Nobelovou cenou za mír.

## Život
Irina Ščerbakova se narodila v Moskvě v roce 1949. Její rodiče byli židovští komunisté. Na univerzitě studovala germanistiku a v roce 1972 získala doktorát. Poté se stala překladatelkou beletrie.
V 70. letech začala natáčet rozhovory s pamětníky stalinismu. Zapsala i rozhovory s bývalými vězni Gulagu, kteří se stále báli a nemluvili by, kdyby jejich vzpomínky nahrávala na magnetofon.
V roce 1988 Irina Ščerbakova patřila k zakládajícím členům organizace Memorial. Žádala, aby úřady řešily případy zločinů spáchaných v době, kdy v Rusku vládl stalinismus.
V roce 2014 dostala v Německu cenu Ossietzkého, ke které patří prémie 10 000 eur. Porotci ji vybrali kvůli její kampani za studium pohnuté moderní historie Ruska a kvůli podpoře německo-ruských vztahů.
V roce 2016 byla organizace Memorial označena ruským ministerstvem spravedlnosti za „zahraničního agenta“ a v roce 2017 Irina Ščerbakova získala Goethovu medaili.
V roce 2022 byl Memorial, nejrespektovanější ruská organizace na ochranu lidských práv, spoluvyznamenán Nobelovou cenou míru necelý rok poté, co bylo Memorialu nařízeno ukončit činnost během vlny represí proti kritikům Putinova režimu.